# Fernando Matthei
Fernando Matthei Aubel (ur. 11 lipca 1925 w Osorno, zm. 19 listopada 2017 w Santiago) – chilijski generał sił powietrznych, dowódca sił powietrznych w latach 1978−1991, minister zdrowia i członek junty Augusto Pinocheta.
W 1988 roku, gdy Pinochet przegrał plebiscyt, Matthei wymusił na dyktatorze ustąpienie z urzędu prezydenta i demokratyzację. W młodości przyjaźnił się z rodziną gen. Alberto Bacheleta, później zamordowanego przez juntę, córka Bacheleta – Michelle (prezydent kraju w latach 2006–2010 oraz od 2014) nazywała go „wujem”.
Jego żoną była Elda Fornet Fernández, miał dwoje dzieci: Fernando Matthei Forneta i Evelyn Matthei.